# Internationale Jüdisch-Christliche Bibelwoche
Die Internationale Jüdisch-Christliche Bibelwoche ist eine Dialoginitiative, die 1968 in Bendorf am Rhein gegründet wurde und seit 2004 in Haus Ohrbeck beheimatet ist. Sie findet jährlich statt und dauert jeweils von Sonntag bis Sonntag. Im Mittelpunkt steht ein Buch der Hebräischen Bibel. Das ist eine Besonderheit dieser Bibelwoche unter den verschiedenen jüdisch-christlichen Dialogformen: es handelt sich „um einen Dialog von Menschen der beiden Religionen mit dem Bibeltext, von dem aus sich allerdings viel jüdisch-christlicher Dialog entfaltet.“ Die 130 Teilnehmer kommen aus Deutschland, Großbritannien, den Niederlanden, den Vereinigten Staaten und Israel; die Tagungssprachen sind deutsch und englisch.

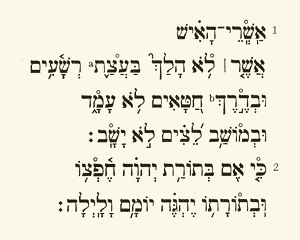
Im Mittelpunkt: der hebräische Text. (Psalm 1, Biblia Hebraica Stuttgartensia)

## Geschichte
Hervorgegangen ist die Internationale Jüdisch-Christliche Bibelwoche 1969 aus einer katholischen Bibelwoche. Die Anregung dazu kam von Anneliese Debray, damals Leiterin des Hedwig-Dransfeld-Hauses in Bendorf, und Jonathan Magonet, damals Rabbinatsstudent und später Direktor des Leo Baeck College in London. Die Bibelwoche ist seit 2004 eine gemeinsame Veranstaltung des Bibelforums Haus Ohrbeck und des Leo Baeck College.
Zu den regelmäßigen Unterstützern gehört das Bundesministerium des Innern.

## Ablauf
Von Montag bis Freitag finden morgens Bibelarbeiten in Gruppen statt, wobei die Teilnehmer je nach Sprachkenntnissen und Interesse mit dem hebräischen Text, mit Übersetzungen oder auf künstlerisch-kreative Weise arbeiten. Am Nachmittag gibt es Vorträge zu einzelnen Aspekten des jeweiligen biblischen Buchs; die Referenten nehmen in der Regel an der gesamten Bibelwoche teil. Ab Freitagabend gestalten die jüdischen Teilnehmer den Schabbat mit allen Elementen, die für sie dabei von Bedeutung sind; die christlichen Teilnehmer sind hierbei Gäste. Der Gottesdienst am Sonntagmorgen wird jährlich abwechselnd nach katholischer oder evangelischer Ordnung gefeiert, wobei wiederum die jüdischen Teilnehmer Gäste sind.

## Bekannte Teilnehmer der Bibelwoche
Egbert Ballhorn, Eberhard Bethge, Lionel Blue, Annette Boeckler, Irmtraud Fischer, Eveline Goodman-Thau, Halima Krausen, Nathan Peter Levinson, Jonathan Magonet, Pnina Navè-Levinson, Georg Steins, Dieter Vetter, Klaus Wengst, Erich Zenger